# Recensământul populației din 2004 (Republica Moldova)
Recensământul populației din 2004 din Biroul Național de Statistică (B.N.S.) în perioada 5–12 octombrie. Recensământul a urmărit evoluția față de recensământul sovietic din 1989 în caracteristici demografice, naționale, lingvistice și culturale. Primele rezultate au fost prezentate în anul 2005 de către B.N.S.
Un „recensământ” paralel a fost desfășurat și în Transnistria în zilele de 11–18 noiembrie 2004.
Datele furnizate de ultimele două recensăminte (1989 și 2004), arată o dinamică demografică accentuată, mai ales sub aspectul apartenenței etnice declarate și a limbii materne a respondenților. Zece echipe de observatori internaționali (30 de persoane din 20 de state, în special membre ai Consiliului Europei) au monitorizat modul de desfășurare a acestui recensământ

## Rezultate

### Structura etnică și lingvistică
Structura lingvistică a Republicii Moldova, conform recensământului din 2004.
     moldovenească (58,77%)
     română (16,4%)
     rusă (15,99%)
     ucraineană (3,85%)
     găgăuză (3,1%)
     bulgară (1,14%)
     alta/nedeclarată (0,75%)
| Etnie                    | Populație | % din total | % creștere/descreștere față de recesământul sovietic din 1989 |
| ------------------------ | --------- | ----------- | ------------------------------------------------------------- |
| Moldoveni/Români         | 2.742.231 | 69,6%       | ▼ 1,9%                                                        |
| Români                   | 73.529    | 1,9%        | ▲ 2.868,5%                                                    |
| Ucraineni                | 442.475   | 11,2%       | ▼ 26,3%                                                       |
| Ruși                     | 369.896   | 9,4%        | ▼ 34,2%                                                       |
| Găgăuzi                  | 151.596   | 3,8%        | ▼ 1,2%                                                        |
| Bulgari                  | 79.520    | 2,0%        | ▼ 10,0%                                                       |
| Țigani/Romi              | 12.778    | 0,3%        | ▲ 10,4%                                                       |
| Evrei                    | 4.867     | 0,1%        | ▼ 92,6%                                                       |
| Polonezi                 | 4.174     | 0,1%        | ▼ 11,9%                                                       |
| Celelalte grupuri etnice | 57.613    | 1,46%       | ▲ 11,6%                                                       |
| Total                    | 3.938.679 | 100%        | ▼ 9,1%                                                        |